# كنيسة المخلص

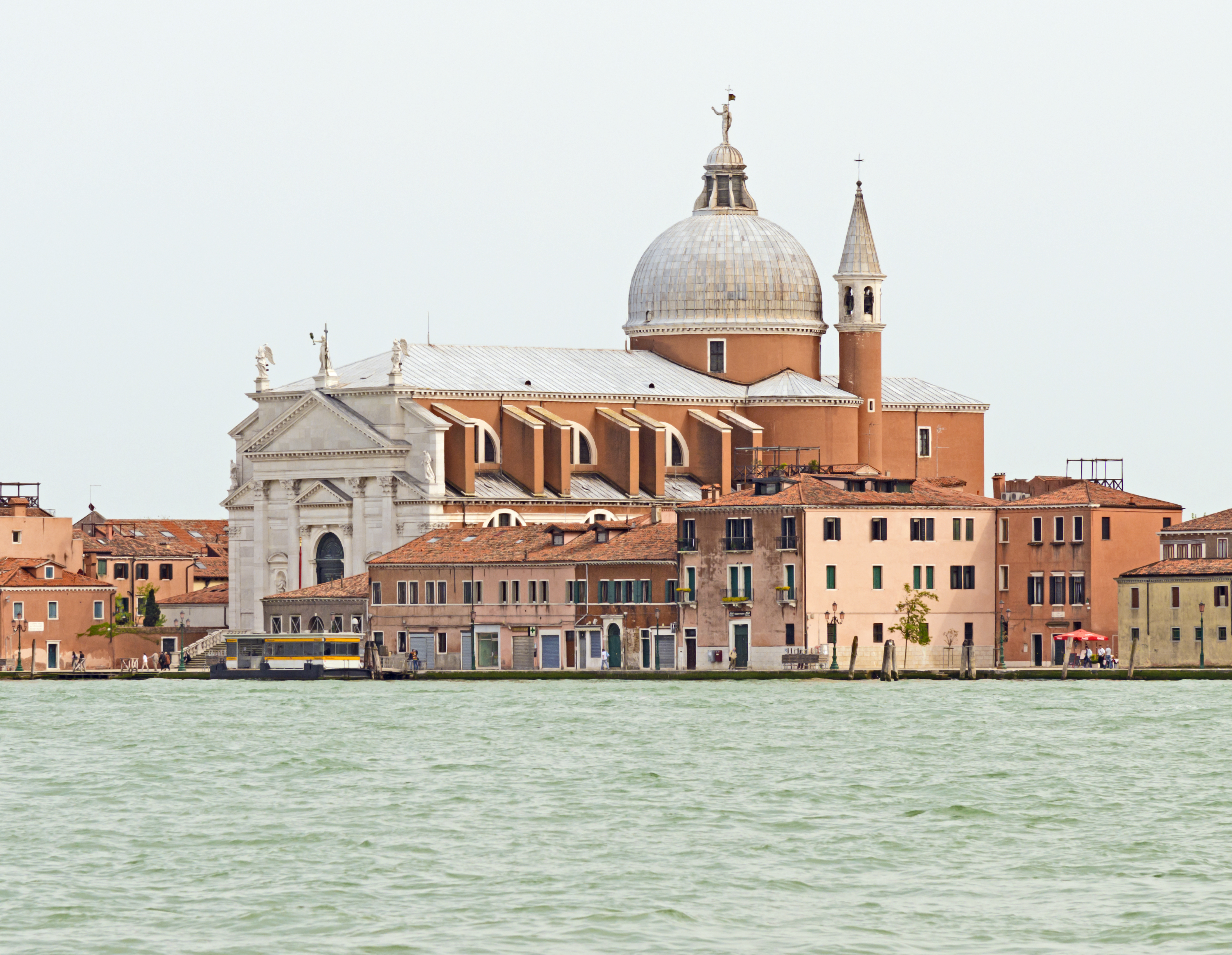
منظر خارجي للكنيسة من قناة جوديكا.

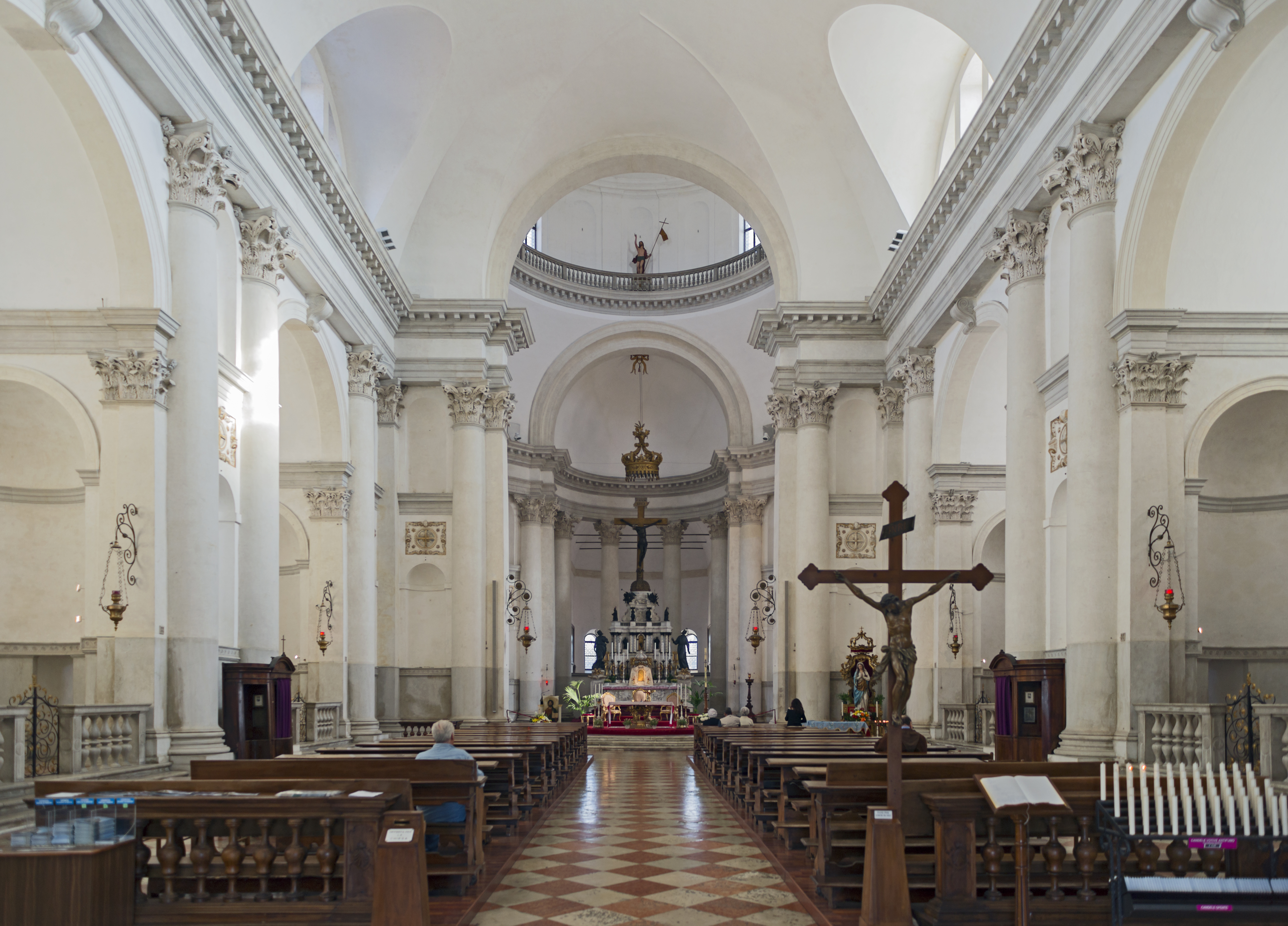
منظر داخلي للكنيسة.

كاتدرائية المخلص المقدس والمعروفة باسم كنيسة المخلص (بالإيطاليّة: Il Redentore)، هي بناء ديني مهم في مدينة البندقية من تصميم المعماري اندريا بالاديو في 1577 على جزيرة جوديكا.

## الهيكل
البناء له خطة مستطيلة، مع مع جناح مكون من 3 محاريب متواصلة مع القبة المركزية الكبيرة. من تقاطعهم يوجد 2 أبراج اسطوانية الشكل، مع أسقف مخروطية تُشبه المآذن.
الواجهة من الرخام الأبيض واحدة من أكثر الأمثلة الملهمة من الكلاسيكية الجديدة والتي أعطت الشهرة للبلاديو: أربعة طبول ثلاثية وواحدة مستطيلة الشكل تتقاطع مع بعضها البعض ، في سلسة تعارض لسطوح ملساء، أعمدة وتماثيل، التي تعطي استقرار وصرامة العمارة الكلاسيكية.
داخل الكنيسة مكون من فراغ واحدة مع محربين كبيرين جانبيين. على قدر كبير من الأهمية هو الضوء ، كما في جميع أعمال بلاديو، النصير الحقيقي للفراغ الداخلي، لأنة يعطي قيمة فراغية للأحجام والزينة.